# Sierra Entertainment
Sierra Entertainment (ранее On-Line Systems, Sierra On-Line) — американская компания
— разработчик и издатель компьютерных игр, основанная в 1979 году супругами Кеном и Робертой Уильямс под названием On-Line Systems. За всё время своего существования фирма несколько раз претерпела смену владельца, последним из которых стала компания Activision (подразделение Activision Blizzard) и Vivendi Games. Наиболее известными проектами являлись серии графических приключенческих игр King’s Quest, Space Quest и Quest for Glory, которые оказали заметное влияние на историю компьютерных игр.

## История

### Основание

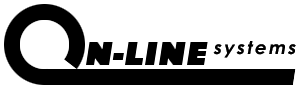
Первоначальный логотип On-Line Systems

В 1979 году программист IBM Кен Уильямс и его супруга Роберта Уильямс основали компанию On-Line Systems в Сими-Валли (Калифорния) с целью разработки программного обеспечения для TRS-80 и Apple II. В 1979 году Кен, установив у себя дома телетайп, подключённый к удалённому хосту, обнаружил там текстовую адвенчуру Colossal Cave Adventure. Игра так понравилась Роберте, что, когда супруги смогли приобрести себе Apple II, она разыскивала другие похожие игры под эту платформу. Играя в них, Роберта испытывала неудобство в использовании текстового интерфейса для взаимодействия с игрой, и вскоре поняла, что графические способности Apple II могут значительно улучшить игровой процесс таких игр. С помощью Кена Роберта разработала свою первую игру — Mystery House по мотивам романа Агаты Кристи «Десять негритят» и игровым процессом, напоминающим настольную игру Cluedo. Игра всё ещё полагалась на текстовый интерпретатор команд, однако при этом выводила изображение происходящего в игре, улучшая погружение игрока в процесс.

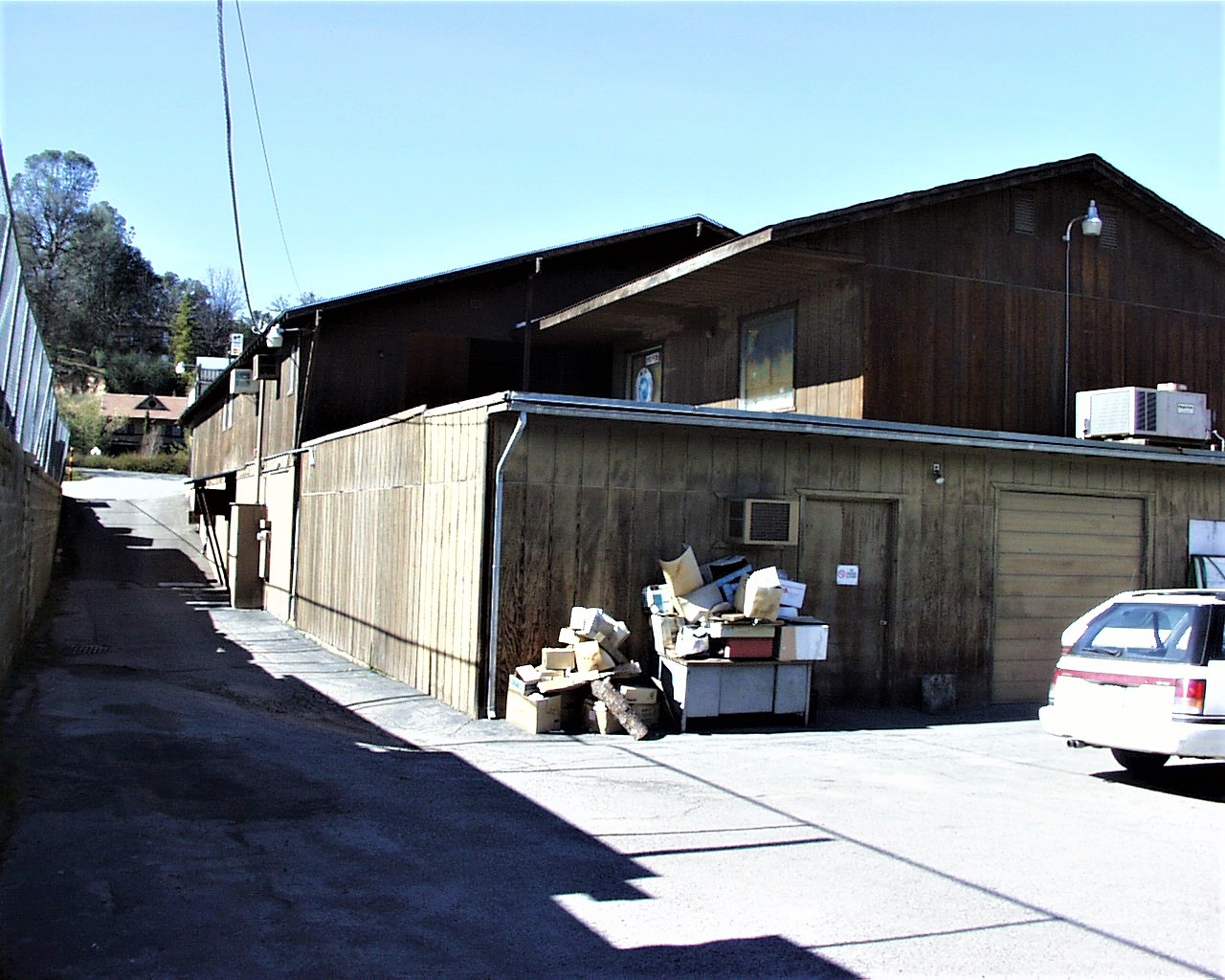
Первый офис On-Line Systems располагался в арендованном помещении Ponderosa Printing.

Mistery House супруги распространяли через почтовые заказы, начиная с мая 1980 года. Игра быстро стала хитом, разойдясь тиражом в 15 тысяч копий и принеся доход компании в 167 тысяч долларов. Несмотря на многие недостатки, присущие платформе и дизайну текстовых адвенчур тех лет, Mystery House принято считать первой графической адвенчурой. Осознав потенциал направления компьютерных игр, супружеская пара быстро переключилась на их разработку. Mister House стала первой игрой в серии Hi-Res Adventure. За ней последовали Mission Asteroid (Hi-Res Adventure #0, хотя хронологически это была второй игрой в сборнике) и Wizard and the Princess (также известная как Adventure in Serenia; эта игра во многом является прообразом игр серии King’s Quest, выходивших позднее). В 1981—1982 годах серия пополнилась играми Cranston Manor, Ulysses and the Golden Fleece, Time Zone и The Dark Crystal (первой игрой компании, созданной по уже существующей интеллектуальной собственности — на основе сюжета фильма «Тёмный кристалл»).
Игры оказались востребованными и принесли быстрый успех. В 1982 году компания переместилась в Оукхёрст (Калифорния) у подножья горного хребта Сьерра-Невада и была переименована в Sierra On-Line.

### Годы расцвета

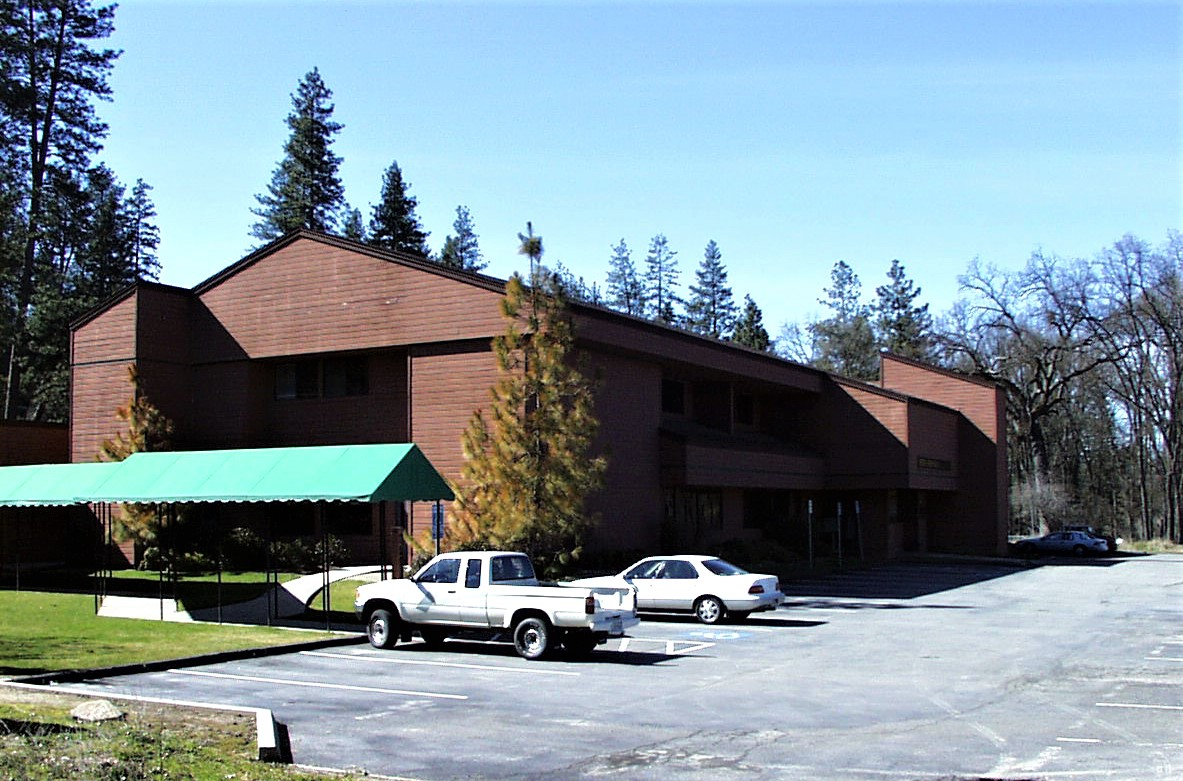
Штаб-квартира Sierra On-Line с начала 1980-х по середину 1990-х

С середины 1980-х до середины 1990-х компания упрочила свой авторитет на рынке компьютерных игр, выпустив множество передовых приключенческих игр собственной разработки, завоевавших широкую популярность.

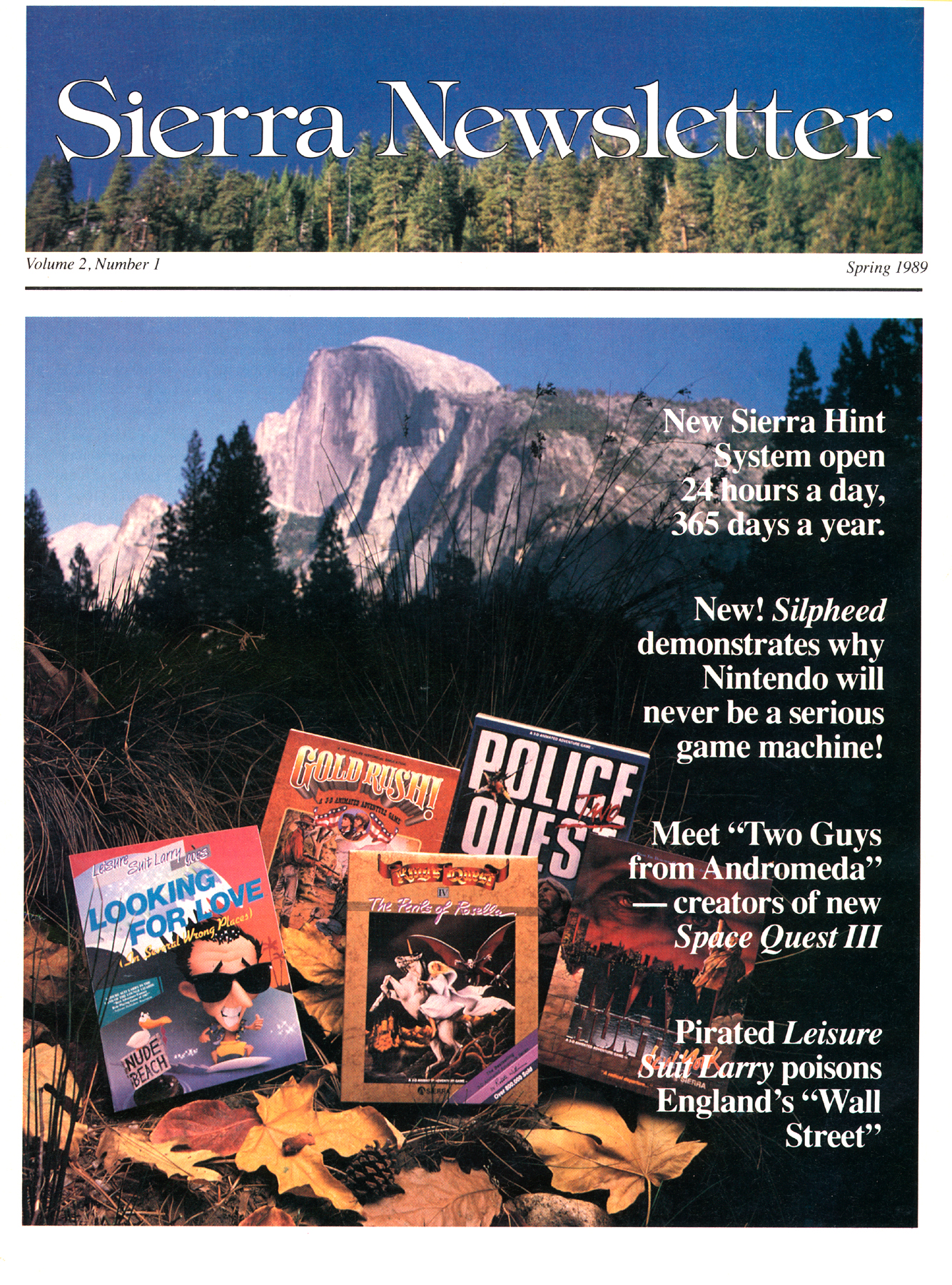
Начиная с середины 1980-х Sierra On-Line основала и развивала несколько знаковых серий игр, включая King's Quest, Leisure Suit Larry и Police Quest.

В 1989 году Sierra стала публичной компанией, её акции стали котироваться на бирже NASDAQ под обозначением «SIER». Дополнительное финансирование позволило компании продолжать приобретение различных студий в течение нескольких последующих лет. В 1990 году вышла King's Quest V, ставшая бестселлером компании и разошедшаяся тиражом 500 тысяч копий.
После двух лет разработки в мае 1991 года был запущен сетевой сервис The Sierra Network, нацеленный на работу игровых серверов. Сервис был бесплатным и представлял собой прообраз онлайн-лобби MMORPG, чатов и досок объявлений. В июне 1993 года, когда сервис насчитывал около 40 тысяч пользователей, к нему проявил интерес коммуникационный гигант AT&T, анонсировавший инвестиции в размере 5 млн долларов для дальнейшего развития сервиса Впоследствии, 15 ноября 1994 года сервис перешел полностью под управление AT&T, сменив название на ImagiNation Network, однако не получил внимания у пользователей и был продан America On-Line в 1996 году.
В марте 1991 года Sierra и Broderbund обсуждали возможность слияния, однако переговоры закончились ничем.

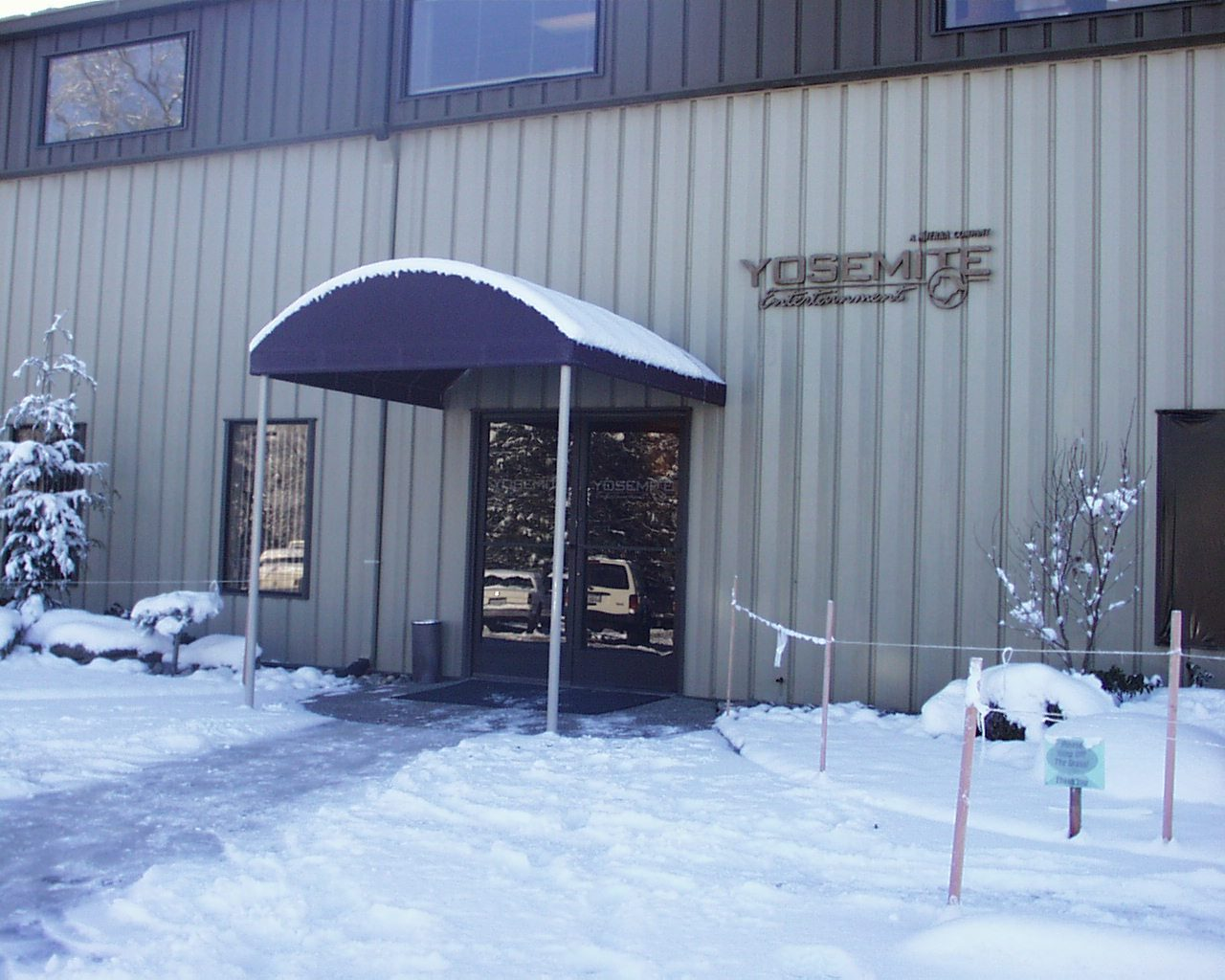
Офис Yosemite Entertainment в Калифорнии

Из-за бурного роста Sierra значительно расширилась. Штаб-квартира компании вместе с ключевым персоналом была перенесена в Белвью (Вашингтон). Оригинальный офис в Оукхёрсте был отведён дочерней студии, получившей название Yosemite Entertainment. Структуру компании стали составлять пять больших и автономных подразделений разработки: Sierra Publishing, Sierra Northwest, Dynamix, Bright Star Technology и Coktel Vision. Каждое подразделение вело собственный цикл разработки, однако все они имели общий доступ к производству, дистрибуции и маркетинговым инструментам материнской компании.
1995 год стал вершиной успеха для компании: Sierra стала лидером в сфере издательства игр для персональных компьютеров. В июне Sierra и Pioneer Electric Corp. подписали соглашение по созданию совместного предприятия Sierra Venture для разработки и издательства развлекательных продуктов на японском рынке. В этом же году вышла Phantasmagoria, самый крупный и амбициозный проект, которым когда-либо занималась компания. Хотя она была коммерчески успешной и разошлась в рекордные 1 млн экземпляров спустя год после выхода, сама игра была холодно встречена критиками.

### Продажа и уход из разработки
В феврале 1996 году исполнительный директор CUC International (специализирующаяся на электронной коммерции) Уолтер Форбс, являющийся также членом правления Sierra, предложил главе Sierra On-Line Кену Уильямсу выкупить компанию за крупную сумму в один миллиард долларов. К этому времени доходы компании стали снижаться, и в текущем году ожидалась прибыль в скромные 158 млн долларов, поэтому предложение Форбса очень удивило Кена. Роберта сомневалась в предложении, однако была заинтересована проспектами, которые изложил Форбс, обещавший создать крупнейшего разработчика и издателя компьютерных игр за счёт скупки крупнейших компаний игровой индустрии: помимо Sierra, планировалось приобрести LucasArts Entertainment, Broderbund и Davidson & Associates (владельца успешной Blizzard Entertainment). Кен принял предложение, и CUC выступила с анонсом о скором приобретении компаний Sierra и Davidson & Associates за 1,06 и 1,14 млрд долларов соответственно акциями CUC; сделки по приобретению LucasArts и Broderbund так и не состоялись.
Сделка была закрыта 24 июля 1996 года. По её условиям Кен Уильямс становился вице-президентом CUC International, вошел в состав правления CUC и при этом оставался исполнительным директором Sierra. Уильямс также настоял на создании совета директоров по направлению развития программного обеспечения, куда вошли, помимо Уильямса и Форбса, президент Sierra Майкл Брошу и основатель и президент Davidson & Associates Боб Дэвидсон. Впоследствии это направление оформилось в отдельную компанию CUC Software со штаб-квартирой в Торрансе (Калифорния), куда в сентябре 1996 года были консолидированы все игровые подразделения. Издательство возглавил Боб Дэвидсон. CUC Software вобрала в себя все функции по производству, распределению и продажам готового продукта всех компаний, включая Sierra, Davidson, Blizzard, Knowledge Adventure и Gryphon Software.
Кен Уильямс оставался в подразделении разработки ПО, однако все больше и больше разочаровывался в новой корпорации. Между Кеном Уильямсом и Бобом Дэвидсоном росла напряжённость. Дэвидсон, подходивший к управлению бизнесом более консервативно, сконцентрировал издательский бизнес в своих руках и не хотел выпускать рискованные продукты Sierra, такие как Phantasmagoria: A Puzzle of Flesh и Leisure Suit Larry: Love for Sail!. Вместе с тем, Дэвидсон хотел ещё большего контроля и ультимативной форме потребовал выделить CUC Software в отдельную компанию с ним во главе, однако Форбс отклонил это требование. В январе 1997 Дэвидсон ушёл с поста президента CUC Software, и его место занял Крис Маклеод.
В ноябре 1996 года Кен Уильямс договорился с Valve Corporation на эксклюзивное издательство игры Half-Life, ставшей хитом продаж. После этого Кен переключился на работу над продуктом CUC NetMarket, номинально оставаясь главой Sierra. Полностью потеряв контроль над своей компанией, Кен Уильямс в ноябре 1997 года покинул CUC International, продав все свои акции компании; вслед за ним после выхода King's Quest: Mask of Eternity ушла и Роберта в декабре 1998 года, также недовольная новыми порядками. Брошу, нанятый Кеном в 1995 году, занимал пост президента Sierra до октября 1997 года, пока также не покинул CUC.
Между тем, CUC Internetional продолжала скупать компании, создающие медиаконтент. В апреле 1997 года к Sierra была присоединена Books That Work, была приобретена Berkeley Systems под прямое управление Sierra в качестве внутренней студии разработки. В декабре 1997 года, чтобы получить права на Return to Krondor, Sierra приобрела PyroTechnix. Приобретения вызвали реорганизацию компании 5 ноября 1997 года, когда Sierra была разделена на три бизнес-подразделения под руководством непосредственно Маклеода. В 1998 году компания прошла ещё одну реорганизацию, разделившись теперь на пять подразделений, отвечающих за различные направления: Sierra Attractions (казуальные игры, основана на Berkeley Systems), Sierra Home (различное ПО для ведения домашних дел), Sierra Sports (спортивные игры, основана на Dynamix, Synergistic Software и Papyrus), Sierra Studios (основное издательское подразделение, основана на Sierra Northwest/Bellevue, Pyrotechnix и Impressions Software) и Sierra FX (приключенческие и многопользовательские игры, основана на старейшем подразделении Sierra Yosemite Entertainment).
В декабре 1997 года CUC объявила о слиянии с HFS Incorporated. Новая компания стала называться Cendant Corporation, но это пока никак не повлияло на операционную деятельность Sierra. Однако глава HFS Incorporated Генри Сильверман, проведя после слияния аудиторскую проверку бухгалтерии CUC International, обнаружил несоответствия в финансовой отчётности компании, что привело в марте 1998 года к крупному скандалу, связанному с финансовыми махинациями CUC — по результатам проверки выяснилось, что высший менеджмент завышал прибыль в отчётных документах, чтобы акции компании продолжали расти. После длительных судебных разбирательств, в 2007 году Форбс был обвинён в трёх случаях мошенничества и был заключён в тюрьму на 12 лет. Из-за этого скандала Cendant, акции которой упали на 50 %, была вынуждена выплатить 2,68 млрд долларов компенсаций и объявила о намерении продать подразделения, занимающиеся развлекательным контентом как непрофильные. 20 ноября 1998 года была объявлена сделка о продаже игрового подразделения, куда входила Sierra, французской корпорации Havas SA, дочерней компании медиахолдинга Vivendi. Sierra стала частью Havas Interactive.

### Vivendi Universal Games

Логотип, использовавшийся компанией в период с 2002 по 2008 год. Основан на изображении Хаф-Доум, гранитной скалы, расположенной в Йосемитском национальном парке, США

Несмотря на роспуск большего количества разработчиков, компания продолжала выступать в роли издателя независимых игр, среди которых были такие известные, как Half-Life, World in Conflict, Homeworld 2, TimeShift, SWAT 4.
В 2003 году Sierra Entertainment выпустила вторую адаптацию видеоигр про Хоббита.
По указанию материнской компании Vivendi Universal Games для устранения финансовых проблем и по причине отсутствия доходности в качестве разработчика были предприняты очередные меры по сокращению штата. Impressions Games и Papyrus Design Group были закрыты весной 2004 года, и около 50 человек потеряли свои рабочие места; 180 человек были уволены в офисах Vivendi в Лос-Анджелесе, а в июне 2004 года, VU Games закрыли Bellevue Sierra — более 100 человек были распределены на работу по другим подразделениям компании и переехали в штаб-квартиру Vivendi Universal Games во Фресно (Калифорния). Другие студии, такие как Print Artist, были окончательно закрыты. Франшиза Hoyle была продана независимому разработчику. В общей сложности 350 человек потеряли свои рабочие места.
В конце 2005 года бренд «Sierra» был вновь запущен в Лос-Анджелесе, в том числе марка «Sierra Online», которая должна была сосредоточиться на онлайне.
В 2005—2006 годах были куплены либо переданы от материнской компании Vivendi студии Massive Entertainment, High Moon Studios, Radical Entertainment, Secret Lair Studios / Studio Ch’in (базируется в Сиэтле и Шанхае) и Swordfish Studios. В результате этих ротаций Sierra получила бренды Crash Bandicoot, Spyro the Dragon и проекты 50 Cent: Bulletproof и Scarface: The World Is Yours. В конце 2007 года вышли последние игры, для которых Sierra была изначальным издателем: TimeShift и World in Conflict.

### Activision Blizzard
В 2008 году было совершено одно из крупнейших слияний в игровой индустрии — компании Activision и Vivendi объединились, образовав крупнейший на тот момент издательский холдинг Activision Blizzard. Это событие затронуло множество проектов, находившихся в разработке студиями обеих компаний. После слияния Vivendi Games была поглощена Activision и вся интеллектуальная собственность (в том числе Sierra) была передана Activision. Спустя год Sierra была закрыта. Из всего портфолио находившихся в разработке проектов менеджмент Activision поддержал только пять игр: Crash: Mind over Mutant, The Legend of Spyro: Dawn of the Dragon, Prototype, Ice Age: Dawn of the Dinosaurs и один ненансированный проект. Остальные проекты были признаны неприоритетными и были распроданы или закрыты. В число таких проектов вошли игры по франшизам «Джейсон Борн» (права на издательство были возвращены правообладателю Ludlum Entertainment, который позднее подписал соглашение о разработке так и не вышедшей игры с Electronic Arts), «Лицо со шрамом» (права на разработку возможного продолжения Scarface: The World is Yours были возвращены Universal Pictures), «Охотники за привидениями», «Хроники Риддика» (Ghostbusters: The Video Game и The Chronicles of Riddick: Assault on Dark Athena были выкуплены Infogrames и изданы под маркой Atari), F.E.A.R. (права на серию были выкуплены Warner Bros. Interactive Entertainment).
Многие студии, имевшие договор на издательство своих игр с Vivendi, были вынуждены искать нового издателя. Такими играми стали Brütal Legend (новый издатель — Electronic Arts), Wet (Bethesda Softworks) и 50 Cent: Blood on the Sand (THQ).
Massive Entertainment вместе с правами на World in Conflict и ещё не вышедшее дополнение Soviet Assault были приобретены Ubisoft, активы Swordfish Studios — разделены между Monumental Games и Codemasters, которая также приобрела права на серию Leisure Suit Larry и издательство Leisure Suit Larry: Box Office Bust. Rebellion Developments приобрела права на несколько тайтлов Sierra — Evil Genius, Ground Control, Empire Earth, Lords of Magic и Lords of the Realm. Дочернее подразделение Sierra Online было закрыто в конце 2008 года.

### Использование лейбла Sierra
В 2014 году Activision использовала лейбл Sierra Entertainment для перевыпуска старых игр Sierra, разработанных совместно с инди-студиями. Под этой маркой были выпущены Geometry Wars 3: Dimensions (2014) и эпизодическая King’s Quest (2015).

## Закрытые группы Sierra
- Dynamix
- Troika Games
- Impressions Games
- Papyrus Design Group[англ.]

### Прорывы компании
- Mystery House — первый графический квест в истории компьютерных игр.
- King’s Quest IV: The Perils of Rosella — цикл дня/ночи; первая игра, которая поддерживает стерео (звуковая плата).
- King’s Quest V: Absence Makes the Heart Go Yonder! — первая игра, выпущенная на компакт-дисках. Первый проект Sierra с VGA-графикой, хотя несколько других студий издали такие игры (в том числе квесты) раньше.
- King’s Quest VII: The Princeless Bride — первая и последняя игра серии, вышедшая в «мультяшном» стиле FMV.
- The Beast Within: A Gabriel Knight Mystery — в отличие от первой части Gabriel Knight: Sins of the Fathers, вышла в FMV. Оказалась самой проработанной частью серии. Номинировалась на лучшую игру жанра «интерактивное кино».
- Phantasmagoria — первый интерактивный хоррор-квест.
- Leisure Suit Larry: Love for Sail! — последняя часть классической квестовой серии Leisure Suit Larry, вышедшая в FMV в стиле King’s Quest VII: The Princeless Bride, то есть в «мультяшном» стиле. Аналогично предыдущей части, все персонажи были озвучены.
- Phantasmagoria: A Puzzle of Flesh — стала первой игрой в мире с максимально реалистичной графикой за счёт использования FMV не только с актёрами, но и с окружением (на момент ноября-декабря 1996 года Windows-версия имела лучшую игровую графику во всём мире). В отличие от первой Phantasmagoria, время прохождения увеличилось с 1,5 до 4 с лишним часов. Однако обильное использование возрастных элементов, таких как кровь, жестокость, насилие, эротический контент и присутствие тем гомосексуальности и бисексуальности серьёзно ухудшило её восприятие на Западе.